# Hanglichbach
Der Hanglichbach ist ein etwa 2⁄3 km langer Waldklingenbach im Landkreis Schwäbisch Hall im nordöstlichen Baden-Württemberg im Grenzbereich der Gemeinde Frankenhardt zur Kleinstadt Vellberg, der nordöstlich des Weilers Schneckenweiler der Stadt von links in den Lanzenbach mündet.

## Geographie

### Verlauf
Der Hanglichbach beginnt seinen Lauf etwa einen Kilometer westlich des Frankenhardter Weilers Spaichbühl am oberen Waldhang unter der dortigen landwirtschaftlich genutzten Hochfläche. Er entsteht in einer bald steilen Klinge im einsetzenden Hangwald neben der ihn am rechten Talhang durchgehend begleitenden L 1064 auf etwa 448 m ü. NHN. Mit kleinen Richtungsschwankungen fließt der Bach westwärts.
Der Hanglichbach ist einen bis zwei Meter breit, hat meist sandiges Sediment und fließt abschnittsweise in Kleinmäandern, dann wieder in geraden Abschnitten unter Steilhängen mit zeitweiligen Rutschungen und Uferabbrüchen. An flacheren Uferabschnitten gibt es Schichtquellen mit vernässten Bereichen und Sinterbildung.
Von links laufen einige kurze Gerinne von allenfalls 100 Metern Länge mit zeitweise aussetzendem Durchfluss aus Nebenklingen zu; ein einziger größerer linker Nebenklingenbach vom Trauf des Waldgewanns Geschäufelter Sumpf auf der Hochebene des Hahnenbergs herab erreicht eine Länge von etwa 1⁄3 km und trennt die linksseits an den Hanglichbach grenzenden Waldhanggewanne Mühlhalde und Mettelberg. Von rechts vom steileren Waldhang des Hanglich gibt es keine Zuflüsse.
Neben dem Steigenfuß der Landesstraße fließt der Hanglichbach dann auf etwa 397 m ü. NHN dem von Nordosten kommenden Lanzenbach zu, der danach kurz am Waldrand, bald aber in offener Flur und begleitet von der Landesstraße südwestwärts nach Schneckenweiler weiterläuft.
Der Hanglichbach mündet nach etwa 0,7 km langem Lauf mit mittlerem Sohlgefälle von rund 71 ‰ rund 51 Höhenmeter unterhalb seines gewöhnlichen Ursprungs.

### Einzugsgebiet
Das Einzugsgebiet des Hanglichbachs ist knapp 0,4 km² groß. Der mit etwa 503 m ü. NHN höchste Punkt liegt an seinem Südrand im Geschäufelten Sumpf. Das gesamte Gebiet rechnet naturräumlich zum Teilraum Burgberg-Vorhöhen und Speltachbucht des Unterraums Ellwanger Berge und Randhöhen der Schwäbisch-Fränkischen Waldberge und ist, bis auf einen beackerten kleinen Randschnipsel auf der Hochebene im Osten, völlig bewaldet und unbesiedelt.
Die erwähnten Gewanne Hanglich rechts des Laufs, Mühlhalde links des Oberlaufs und Geschäufelter Sumpf auf der Hahnenberg-Hochebene im Süden gehören zur Gemeinde Frankenhardt, das links an den Unterlauf grenzende Gewann Mettelberg mit kleinerem Gebietsanteil liegt dagegen auf der Stadtgemarkung von Vellberg.
Im Norden grenzt das Einzugsgebiet des Lanzenbach-Oberlaufs vor dem Zulauf des Hanglichbach an, der Lanzenbach entwässert dann über die Bühler und den Kocher in den Neckar. Im Osten liegt das Quellgebiet des Seelesbachs, dessen Wasser über deren rechten Oberlauf Buchbach, die Speltach und die Jagst den Neckar erreicht. Im Südwesten zieht jenseits des Mettelbergs eine gewöhnlich wasserlose Talrinne, deren allenfalls zuoberst manchmal wasserführendes Gerinne wohl wie das dort angrenzende Gewann Birnbach heißt, weiter abwärts zum Lanzenbach.

### Zuflüsse
Liste der Zuflüsse von der Quelle zur Mündung. Gewässerlänge, Einzugsgebiet und Höhe nach den entsprechenden Layern auf der Onlinekarte der LUBW. Andere Quellen für die Angaben sind vermerkt.
- (Waldklingengerinne), von links auf etwa 427 m ü. NHN, ca. 0,1 km
- (Waldklingenbach vom Geschäufelten Sumpf), von links auf etwa 418 m ü. NHN, ca. unter 0,4 km und knapp 0,1 km². Entsteht auf etwa 495 m ü. NHN dicht unterm Trauf des auf der Hochebene des Hahnenbergs liegenden Waldgewanns Geschäufelter Sumpf. Die bald tief eingeschnittene Bachklinge trennt die Waldhanggewanne Mühlhalde hanglichbachauf- und Mettelberg hanglichbachabwärts. Er entsteht also höher und ist länger, aber einzugsgebietsärmer als der Hanglichbach bis zu seinem Zufluss.
- (Drei Waldklingengerinne), von links auf etwa 410–407 m ü. NHN, alle unter 0,1 km

## Geologie
Im größten Teil des Einzugsgebietes steht der Gipskeuper (Grabfeld-Formation) an, in dessen Schichthöhe der Hanglichbach auch seinen Lauf beginnt und beendet. Die Hochebene im Osten seines Klingeneinschnitts ist eine Verebnungsfläche des darüber liegenden Schilfsandsteins (Stuttgart-Formation). Linksseits des Oberlaufs erhebt sich das Gelände noch weiter über die Unteren Bunten Mergel (Steigerwald-Formation) bis zum Kieselsandstein (Hassberge-Formation) auf dem Geschäufelten Sumpf, der höchsten Keuperschicht im Einzugsgebiet.
An der anderen Seite der jenseits des Mettelbergs und unterhalb der zum Lanzenbach ziehenden Talmulde des (mutmaßlichen) Birnbachs lagen früher einige inzwischen teilweise verfüllte Dolinen, die die Subrosion des lokalen Gipskeupers anzeigen, was wohl die Gewässerlosigkeit dieser Nachbartalmulde erklärt.

### LUBW
Amtliche Online-Gewässerkarte mit passendem Ausschnitt und den hier benutzten Layern: Lauf und Einzugsgebiet des Hanglichbachs

Allgemeiner Einstieg ohne Voreinstellungen und Layer: Daten- und Kartendienst der Landesanstalt für Umwelt Baden-Württemberg (LUBW) (Hinweise)
1. 1 2 3 4  Höhe nach dem Höhenlinienbild auf dem Hintergrundlayer Topographische Karte.
2. ↑  Länge nach dem Layer Gewässernetz (AWGN).
3. 1 2  Länge abgemessen auf dem Hintergrundlayer Topographische Karte.
4. 1 2  Einzugsgebiet abgemessen auf dem Hintergrundlayer Topographische Karte.
5. ↑  Natur teilweise nach dem Layer Geschützte Biotope.
6. ↑  Dolinen im Gewann Birnbach nach dem Layer Geschützte Biotope und vor allem auch nach dem
  - Meßtischblatt 6925 Obersontheim von 1936 in der Deutschen Fotothek

### Andere Belege
1. ↑  Wolf-Dieter Sick: Geographische Landesaufnahme: Die naturräumlichen Einheiten auf Blatt 162 Rothenburg o. d. Tauber. Bundesanstalt für Landeskunde, Bad Godesberg 1962. → Online-Karte (PDF; 4,7 MB)
2. ↑  Geologie nach den Layern zu Geologische Karte 1:50.000 auf: Mapserver des Landesamtes für Geologie, Rohstoffe und Bergbau (LGRB) (Hinweise)